# Guacharaca
La guacharaca és un instrument musical idiòfon de raspat utilitzat majorment en el vallenato. Es fabrica, entre altres materials, de canya o de llauna.
Es compon de dues parts: la guacharaca mateixa, de superfície corrugada, i la pinta o trinche, fet de filferro dur i mànec de fusta, usat per gratar la superfície corrugada.
És buit en la tercera part central inferior, i posseeix ranures longitudinals i transversals en la superfície (el seu interior és tallat amb forma de canoa). La guacharaca té un diàmetre d'uns 4 cm. i una longitud d'uns 40 cm. S'interpreta en una posició similar a la del violí.